# Ханако-сан
Ханако-сан, или Ханако из туалета (яп. トイレの花子さん тойрэ но ханако-сан) — японская городская легенда о призраке девочки, который появится, если в туалете прокричать её имя. Среди японской молодёжи существует множество поверий, связанных с Ханако, которые различаются по тому, что ей нужно сказать и какова будет её реакция. Например, ей приписывают отвратительный голос или даже попытки причинить вред живым в некоторых случаях.

## Слухи и версии происхождения Ханако
Впервые слухи о Ханако начали циркулировать в стране около 1950-х годов. Некоторые даже утверждали, что они смогли записать голос Ханако во время показа телевизионных программ. Постепенно в 1980—1990-х годах Ханако становится всё популярней, и её начинают изображать в аниме и фильмах, изготовлять игрушки. В том числе о ней сняли два фильма и два аниме.
Впоследствии японские журналисты выделили три ведущие версии о происхождении Ханако из легенд, ходивших среди народа. Они перечислены ниже:
1. Ханако приехала на школьные каникулы и была убита, её тело хранится где-то в туалете. Все рассказчики говорили о том, что место действия находится у них в городе или школе[3];
2. Ханако — дух девочки, перенёсшей насилие со стороны отца. У неё короткая стрижка и шрамы на лице[4];
3. Ханако является призраком девочки, которая разбилась, выпав из окна библиотеки в префектуре Фукусима[4].

Также были записаны поверья, что Ханако закопана в спортзале одной из школ префектуры Сайтама или живёт на дереве хурмы, после того как погибла в автокатастрофе. В целом, несмотря на множество теорий насчёт того, кем является Ханако и как она умерла, большинство теорий сходится на том, что она похоронена в школе.

## В культуре и искусстве

### Фильмы
- Toire no Hanako-san[англ.][5][6].

### Аниме
- Hanako and the Terror of Allegory[англ.] — автор Сакаэ Эсуно[англ.][7].
- Toilet-Bound Hanako-kun — автор Иро Айда[8][8][9].
- Kyoukai no Rinne — автор Румико Такахаси[10].
- GeGeGe no Kitarou — автор Сигэру Мидзуки[11].
- Yo-kai Watch — автор Нориюки Кониси[12].